# Degree Confluence Project

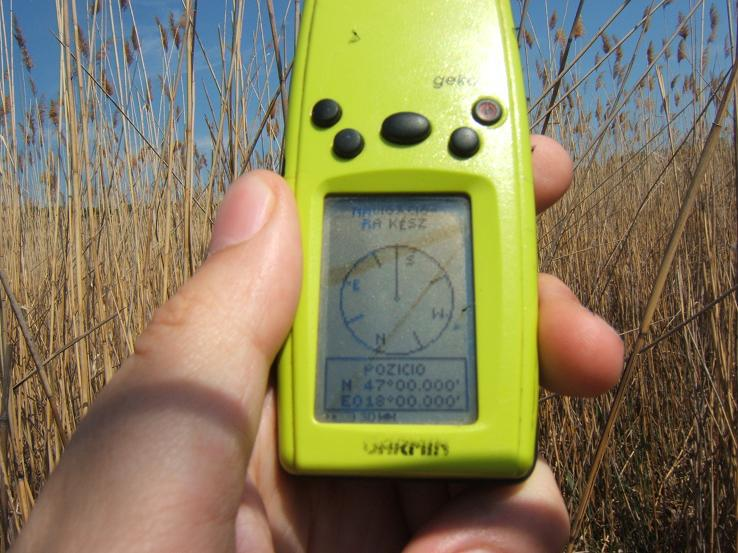
Egy GPS kijelzője az Alsóörs külterületén található összefolyás-pontban

A magyar névvel nem rendelkező Degree Confluence Project egy világhálón szerveződő, kizárólag önkéntesek részvételével zajló projekt, melynek célja, hogy felkutassa és fényképekkel dokumentálja a Föld összes konfluencia-pontját (magyarul összefolyás-pontját). Ezek azok a pontok, melyeknek szélességi és hosszúsági koordinátájuk is fokban mérve egész szám.

## A projekt leírása
A Földet szélességi és hosszúsági körök hálózzák be. Ha ezek közül kiválasztjuk azokat, melyek koordinátái egész fokok, akkor az Egyenlítőn kívül 89 szélességi kört kapunk az északi félgömbön, 89-et a délin (összesen tehát 179-et) , valamint 360 hosszúsági kört. Ezeknek 179 × 360 = 64 440 metszéspontja van, tehát ennyi konfluencia-pont létezik a Földön. Gyakran hozzá szokták még számolni az Északi-sarkot és a Déli-sarkot is, melyeken nem halad át szélességi kör, ezekkel együtt a konfluenciák száma 64 442.
Azonban, mivel a Föld felszínének nagy részét víz borítja, a 64 442 pont többségének felkeresése csak hajóval lenne lehetséges, egészen pontosan 38 409 konfluencia található vízfelületen, emellett 4490 sarkvidéki jégtakarókon helyezkedik el, és csak 21 543 van szárazföldön. Emiatt a projekt csak azt tűzte ki fő céljául, hogy a szárazföldön elhelyezkedő pontokat kutassa fel, illetve azokat a vízieket, melyek közel esnek a partokhoz (bár örömmel fogadják a többi (úgynevezett másodlagos) pont felkeresését is.
Amennyiben egy pont valamilyen jogi okból (pl. magánterület) nem közelíthető meg, akkor az a cél, hogy minél közelebb eljussanak hozzá legális keretek között.
Ha valaki eljutott egy ilyen pontba, fényképeket kell készítenie magáról a pontról és környezetéről, valamint bizonyítékul egy GPS-készülék kijelzőjéről is, majd feltöltenie a mozgalom honlapjára. Egy pontot többször is fel lehet keresni, sőt, ajánlott is, hogy lehessen látni, különböző évszakokban mennyit változik a környezet.

### A projekt története
1996 februárjában Alex Jarrett az iránti kíváncsiságából, hogy vajon mi lehet az N43°0’0’’ W72°0’0’’ koordinátákon, Peter Cline társaságában felkereste a pontot, és ezzel elindította a mozgalmat. Azóta folyamatosan gyűlnek a megtalálások, de még 2013 elején is több mint 10000 pont felkeresetlenül várta az önkénteseket.

## Konfluenciák Magyarországon
Magyarország területén 11 összefolyás-pont található, ezek többsége szabadon megközelíthető, de akad köztük zárt magánterületre eső is. Mindegyik pont települések külterületére esik, és már évekkel ezelőtt felmérték őket a projekt keretein belül, többük közelébe geoládát is rejtettek.
| Szélesség (É) | Hosszúság (K) | Település     |
| ------------- | ------------- | ------------- |
| 48            | 19            | Bernecebaráti |
| 48            | 20            | Mátraballa    |
| 48            | 21            | Girincs       |
| 48            | 22            | Levelek       |
| 47            | 17            | Bérbaltavár   |
| 47            | 18            | Alsóörs       |
| 47            | 19            | Tass          |
| 47            | 20            | Kocsér        |
| 47            | 21            | Dévaványa     |
| 46            | 18            | Királyegyháza |
| 46            | 19            | Dávod         |

## Lásd még
- 45×90 - speciális konfluenciapontok